# Capadòcia (província romana)
Capadòcia (llatí Cappadocia, grec antic Καππαδοκία) fou una província romana des de l'any 17 fins al final de l'Imperi Romà, i després província romana d'Orient fins al segle xi. L'any 17 el regne de Capadòcia fou convertit en província a la mort del rei Arquelau, que era a Roma com un invitat-presoner. La província fou governada per un procurador depenent del prefecte de Síria.

Capadòcia (vermell) dins l'Imperi Romà

Els límits de la província no han pogut estar fixats amb seguretat. Es creu que la província anava des dels límits del Pont, probablement al nord del riu Halis, fins a les muntanyes del Taure. A l'oest hi havia Frígia i a l'est Armènia i el riu Eufrates. Inclús s'ha proposat que Commagena al sud-est, en va formar part. Cilícia Tràquea n'era el centre tot i que històricament havia estat de Cilícia; Bagadània, la part més al sud, dins la Cilícia Tràquea, estava ja al peu de les muntanyes del Taure.
Segons Estrabó la província tenia deu divisions o estratègies: 
1. Melitene,
2. Cataònia,
3. Cilícia Tràquea,
4. Tiània,
5. Garsàuria (que cal no confondre amb Isàuria),
6. Laviniasene,
7. Sargareusene,
8. Saravene,
9. Cammanene i
10. Moriemene.

Melitene feia frontera amb Sofene que quedava a l'altre costat de l'Eufrates: al sud-oest de Melitene estava la Cataònia entre les muntanyes d'Amranus al sud i l'Antitaure al nord; el districte de Cilícia Tràquea tocava a Cataònia, i incloïa la ciutat de Mazaca aviat anomenada Cesarea Mazaca (o Cesarea de Capadòcia) per l'emperador Tiberi, en honor de César August; també en aquest districte estava la muntanya del Argeus, el punt més alt de la província. La Tyània o Tyanitia, estava cap al sud-oest, ja a la part nord de les muntanyes del Taure, prop dels passos de Cilícia (Les portes Cilícies).
Segons Estrabó només Cilícia Tràquea i Tiània tenien alguna ciutat i a la resta de la província només hi havia llogarets. Garsàuria o Garsauritis estava a la part occidental, a la frontera amb Frígia. Els districtes de Laviniasene (nord-est), Sargareusene, Saravene, Cammamene i Moriemene eren al nord de Capadòcia, a la frontera amb el Pont. Els romans hi van afegir alguns territoris al sud-oest amb Cybistra, Castabala i Derbe (aquesta darrera a Licaònia). Plini situa Garsàuria, Sargarausene i Cammanene a la frontera amb Frígia, Morimene al nord-oest tocant a Galàcia (de la que la separava el riu que Plini anomena Cappadox) i esmenta que els capadocis eren anomenats abans com a Leucosiris i van prendre el nom del riu Cappadox. Aquest riu no ha pogut ser identificat, si bé se suposa que pot ser el Kir-Shehr o el Kalichi-Sur (afluent del Halis per la dreta). En aquesta regió se situa també Mocissus (potser l'actual Mojur o una mica al nord-oest).
Tolomeu només anomena set districtes o estratègies: Cammanene, Sargarausene o Sargabrasene, Garsàuria o Gardocreta, Cilícia, Licaònia, Antioquiana (amb Derbe, Laranda i Olbasa) i Tyanitis (o Tyània). Melitene la situa dins de l'Armènia Menor i Cataònia és més gran que a les indicacions d'Estrabó.
Després de la derrota de Mitridates VI Eupator, l'Armènia Sofene fou afegida al regne de Capadòcia. Els nous territoris tenien per límit nord les regions de Farnàcia i Trapezus (que per un temps van pertànyer al regne d'Armènia Menor, però Trapezus es va sotmetre a Mitridates el gran) i els països dels Tibarenis i els kholkes; a l'est el límit fou l'Eufrates que la separava de la Acilísene. Aquest punt es creu que començava allà on l'Eufrates gira cap al sud; al nord arribava fins a les muntanyes de Pariadres i la part nord de la vall del Halis i una part de la vall del Lycus fins Nicòpolis. Cap al sud l'Armènia Menor tenia com a límit el districte de Melitene. Si bé alguns autors incloïen Cataònia dins Armènia Menor això no es pot assegurar. Armènia Menor fou separada de la província de Capadòcia i convertida en regne per Cal·lígula (any 38) i per Neró (any 54) però fou retornada després a Capadòcia encara que no se sap la data exacta, i potser no fou fins als temps de Vespasià o de Trajà. La ciutat d'Arquelais, a Garsàuria, a l'oest, es va afegir a les poques ciutats de la província durant l'emperador Claudi, i la ciutat de Faustinòpolis s'hi va afegir amb l'emperador Marc Aureli.
Fins a l'any 70 els procuradors depenien del Prefecte de Síria i després la província va tenir governadors autònoms. Melitene fou seu de la Legió XII Fulminata; Satala, a la frontera amb Armènia, fou seu de la Legió XV Apollinaris; i Samòsata, a la vora de l'Eufrates, fou la seu de la Legió XVI Flamia Firma. La marina romana de la part oriental de la mar Negra tenia seu a Trapezus, que no és clar que pertanyés a la província, si bé amb Marc Aureli fou traslladada a Cízic amb Amastris i Sinope com a ports secundaris.
Durant l'Any dels quatre emperadors, Anicet, el comandant de la flota va donar suport a Vitel·li, va destruir la flota i la ciutat i es va dedicar a la pirateria. Vers l'any 70 els alans havien esdevingut la més forta confederació tribal del nord del Caucas, i el 72 van travessar les muntanyes i es van dirigir cap a la Mèdia i Armènia. El 135 van fer una incursió fins a Capadòcia. Aquests fets van forçar la construcció de l'anomenat limes capadoci o limes pòntic. El 284 la província fou inclosa a la Diòcesi Pòntica dins els dominis de Dioclecià. Els seus límits no van variar substancialment durant el període romà i romà d'Orient. En temps de l'emperador romà d'Orient Justinià I estava dividida en Capadòcia Primera i Capadòcia Segona.